# Цератостомовые
Цератостомовые (лат. Ceratostomataceae) — единственное семейство аскомицетовых грибов порядка Melanosporales N. Zhang & M. Blackw., 2007 класса Sordariomycetes. Эти грибы являются сапрофитами или паразитами других грибов. Плодовое тело — перитеций или клейстотеций, аски унитуникатные.

## Роды
В «Словаре грибов» число родов указано 12, видов — 63; по данным 2010 года (сайт «Энциклопедия жизни») в семействе 15 родов:
- Arxiomyces
- Ceratostoma
- Erostrotheca
- Gibsonia
- Gonatobotrys
- Harzia
- Melanospora
- Microthecium
- Persiciospora
- Pteridiosperma
- Pustulipora
- Sphaeroderma
- Sphaerodes
- Syspastospora
- Vittatispora